# 独立聖公会
独立聖公会（どくりつせいこうかい）は、アングリカン・コミュニオンに属する教会とは異なり、独自の宗教的、組織的、社会的役割を果たす教会である。アングリカン・コミュニオンは、世界中に広がる聖公会の緩やかな連帯を維持する国際的な共同体だが、独立聖公会は、その枠組みを超えて独自の教義や礼拝形態を発展させている。これらの教会は、多くの場合、地域の文化的・政治的要因や信仰上の対立を背景にアングリカン・コミュニオンから分離して成立している。
「聖公会」という用語は、日本聖公会やアングリカン・コミュニオンのみに限定されるものではなく、「主教制の教会」を指す広義の用語である。アングリカン・コミュニオンとは異なる道を歩んだ教会も「聖公会」を名乗ることが可能である。独立聖公会は、アングリカン・コミュニオンの枠組みを超え、独自の神学的立場や社会的使命を追求しつつ、聖公会の伝統を尊重しながらも、その枠にとらわれない自由な宗教実践を行っている。

## 神学的背景
独立聖公会の多くは、アングリカン・コミュニオン内における教義的および道徳的な分裂を背景に成立している。特に進化論の受容、聖職者の役割、女性司祭の聖職按手、LGBTQ+に関する教義解釈など、多くの社会的・神学的論争が19世紀後半から20世紀にかけて浮上した。これらの課題は、教会の分裂と独立聖公会の形成を促進する要因となった。

### 教義的独立性
独立聖公会は、特定の神学的問題に対して独自の立場を取り、アングリカン・コミュニオンの教義的枠組みから独立した信仰を追求している。特に女性司祭の聖職按手やLGBTQ+の信仰的受容に関しては、強硬に否定的な立場を取る教会もあれば、積極的に対応するリベラルな立場をとる教会もあり、両極端に分かれている。。また、進歩的な立場をとる教会は、聖書に「あなたがたは真理を知り、真理はあなたがたを自由にする」（ヨハネによる福音書 8:32）と記されていることを重視し、信仰の自由を最大限に尊重している。

### 聖奠の多様性
独立聖公会は、その伝統に基づきながらも、礼拝形態や典礼において多様なアプローチを取っている。保守的な聖奠では、高教会派の伝統を重んじ、伝統的な祈祷書にそのまま依拠しつつ、儀式の荘厳さや神聖さを守り続けている。ここでは、古い形式を尊重し、過去の信仰の深さを継承することが重要視されている。一方、革新派は、現代の社会や文化に応じた変化を取り入れた聖奠を行っている。伝統を基盤にしつつも、現代的な言葉や音楽を取り入れた革新も進められている。さらに、他宗教との対話（インターリリジャス・ダイアログ）や、エキュメニズム（教会合同運動）にも積極的に関与し、信仰と社会の接点を探求している。彼らは、信仰が社会とどう結びつくかを重視し、礼拝のスタイルにも革新を加えている。

## 歴史的展開
独立聖公会の形成は、アングリカン・コミュニオン内での教義的分裂が主な原因となっている。北米では、北米聖公会（Anglican Church in North America, ACNA）が2009年に設立され、保守的な教義に基づき、同性婚や女性の聖職按手に反対している。一方で、リベラルな独立聖公会も存在し、ジェンダー平等やLGBTQ+の権利擁護に積極的な教会もある。

### 北米における発展
北米聖公会（ACNA）は、アングリカン・コミュニオンから独立した代表的な聖公会であり、同性結婚や女性の聖職按手に関する教義の相違が背景にある。また、保守的な福音派の影響が強く、伝統的な家族観や婚姻観を維持することを重要視している。ACNAは、他の独立聖公会と連携し、国際的な保守的アングリカン運動であるGAFCON（Global Anglican Future Conference）に参加している。

### イギリスにおける独立聖公会
イギリスでは、アングリカン・コミュニオンからの分離は、しばしばカトリック復古主義や高教会派の伝統に関連している。これらの独立聖公会は、アングリカン・リトルギーの保持と改革を同時に進める動きを見せており、アングロカトリシズムや儀式主義の影響を受けつつ、独自の神学的立場を発展させている。

### 日本における独立聖公会
日本における独立聖公会は数少ないが、2023年に再編成された自由と友愛の独立聖公会が注目される。この教会は、アングリカン・コミュニオンから独立し、信仰の自由と社会的正義を掲げている。特に、ジェンダー平等やLGBTQ+の権利擁護、環境問題への取り組みを強調しており、現代社会に応じた柔軟な宗教実践を行っている。伝統的な聖公会の教義を尊重しつつも、現代の信仰的ニーズに応じた独立した宗教活動を展開している。

## 現代における意義
現代社会における独立聖公会の意義は、単なる教義的な分裂にとどまらず、信仰の自由と社会的正義を推進する使命にある。特にジェンダー平等やLGBTQ+の権利擁護を重要視する信者にとって、独立聖公会は重要な信仰の拠り所となっており、地域社会への奉仕活動を通じて信者に寄り添う姿勢を強調している。

## 社会的正義と信仰
多くの独立聖公会は、社会的正義の実現を使命として掲げ、信仰を通じて現代社会の不平等や差別に立ち向かっている。LGBTQ+の権利擁護や環境保護活動に積極的に取り組む教会も少なくなく、このような活動は、信仰と社会的責任を結びつける新しい宗教的実践として高く評価されている。